# Gangapura, Sidlaghatta
Gangapura là một làng thuộc tehsil Sidlaghatta, huyện Kolar, bang Karnataka, Ấn Độ.